# Krishnā Riboud
Krishnā Riboud, née Krishnā Roy, le 12 octobre 1926 à Dacca, en Inde et morte le 27 juin 2000 à Neuilly-sur-Seine, est une chercheuse et historienne franco-indienne, collectionneuse et spécialisée dans les arts décoratifs. 

## Biographie
Krishnā Riboud naît à Calcutta. Son père est un médecin français hospitalier exerçant à Dacca. Par sa mère, elle est l'arrière-petite-nièce du poète indien Rabindranath Tagore. Elle  est élevée en Inde, puis fait ses études au Wellesley College, dans le Massachusetts.
Krishnā Riboud collectionne des textiles indiens et chinois. Elle est présidente de l'Association pour l'étude et la documentation des textiles d'Asie (AEDTA) à Paris, chargée de mission au musée Guimet pour l'étude des textiles, notamment de la collection rapportée d'Asie centrale par Paul Pelliot et membre du conseil artistique des Musées nationaux.
Elle est l'épouse de Jean Riboud. Ils font ensemble, don de nombreux objets d'art et de bijoux indiens au musée Guimet, musée des arts asiatiques. Leur fils, Christophe Riboud, est un industriel.
Son beau-frère, le photographe Marc Riboud, écrit dans une lettre : « On a eu raison de dire qu'elle était une scientifique. J'ajouterai peut-être que tous ses choix dans chacune de ses passions — les textiles, les objets, les livres, la peinture et bien sûr le jardin — étaient dictés par le culte de la beauté, sa vraie religion. ».

## Collection

Tissus conservés au musée Guimet.
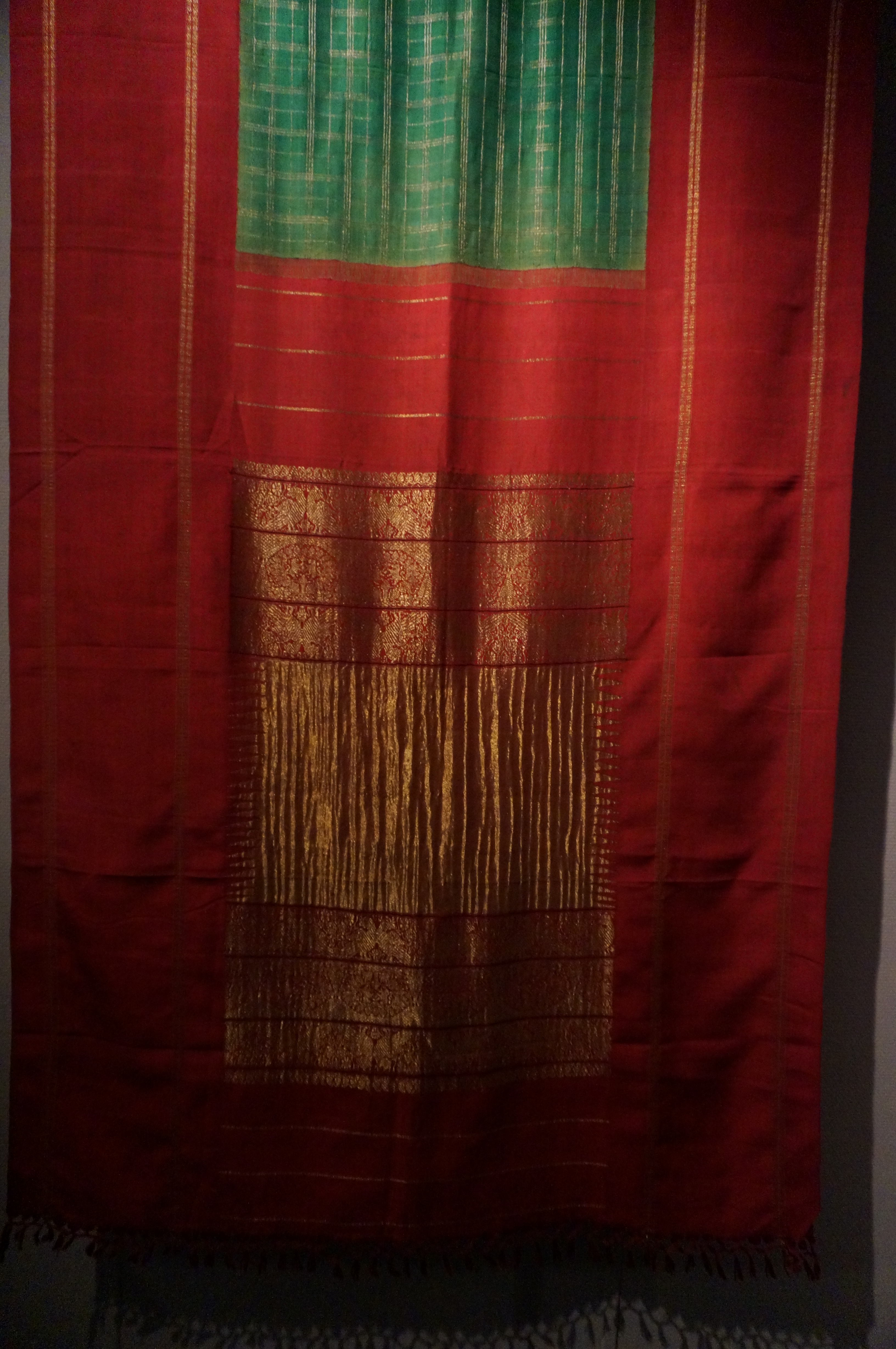
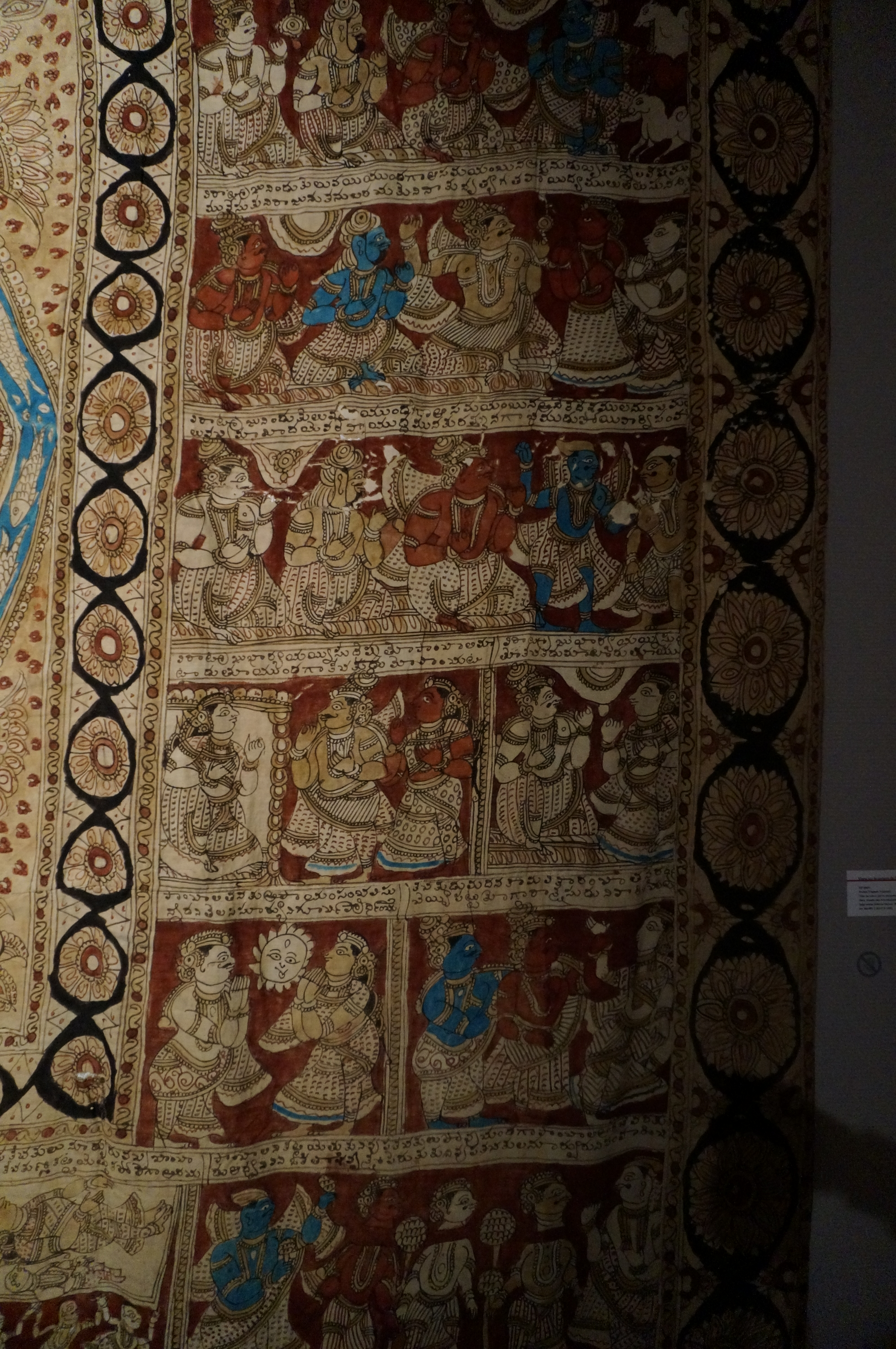
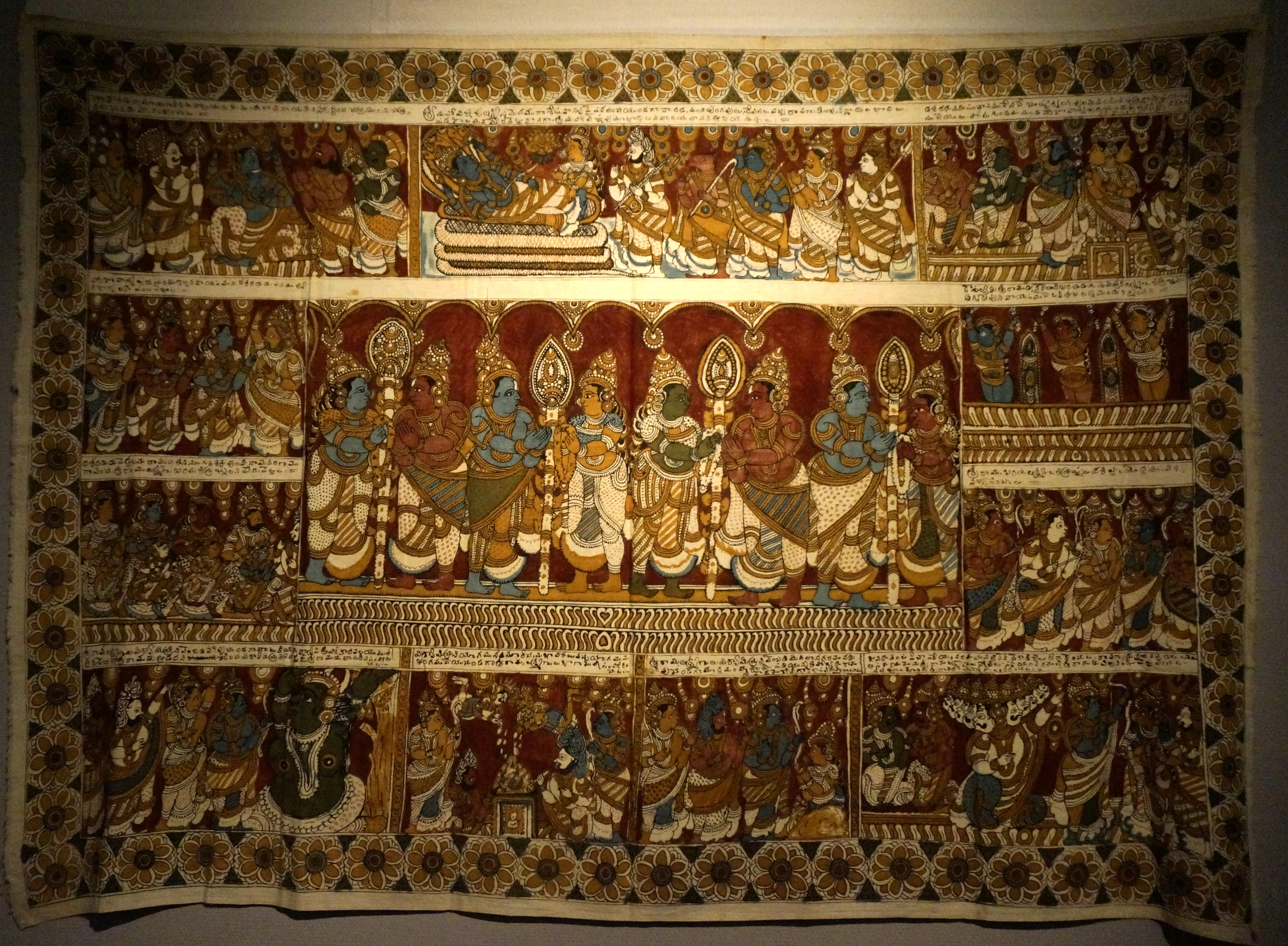
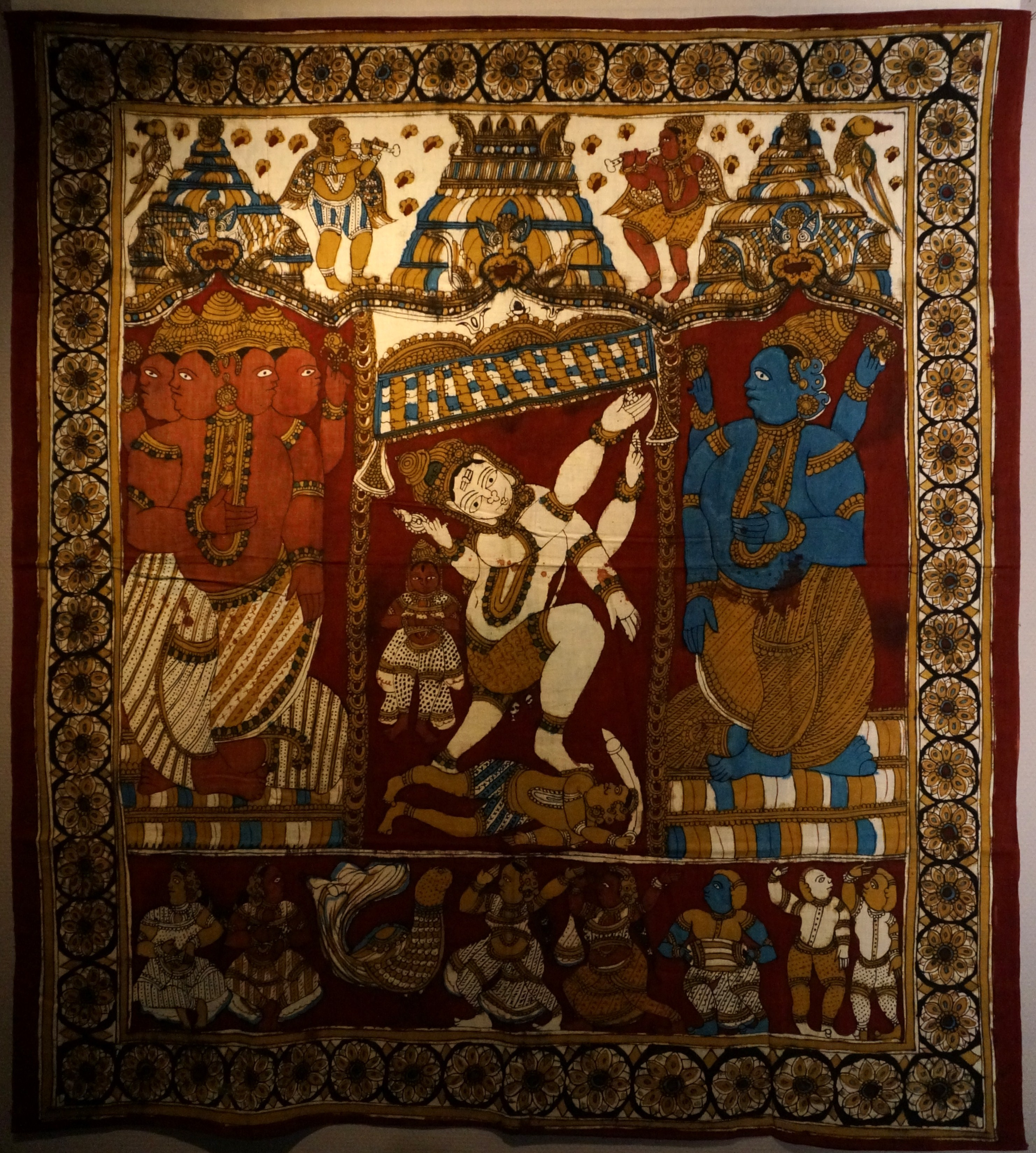

## Publications
- (en) Krishna Riboud et E. Loubo-Lesnitchenko, « A comparative study of two similar Han documents : polychrome figured silks from Lou-Lan and Ilmovaja Padj : regarding the inscriptions on L. C. 03 & I. P. », Bulletin de liaison du Centre international d'étude des textiles anciens, Lyon, S.N., no 28,‎ 1968
- Krishna Riboud, « Les Soieries Han : I. Aspects nouveaux dans l'étude des soieries de l'Asie centrale », Arts asiatiques, Paris,‎ 1968 (BNF 39435027)
- Louis Hambis, Krishnā Riboud, Gabriel Vial, Madeleine Hallade, Mission Paul Pelliot. 13, Tissus de Touen-houang conservés au Musée Guimet et à la Bibliothèque nationale, Paris, A. Maisonneuve : Centre de recherche sur l'Asie centrale et la Haute Asie : Impr. Nationale, 1970 (OCLC 406763222, BNF 35115032)
- Krishna Riboud et E. Loubo-Lesnitchenko, « Nouvelles découvertes soviétiques à Oglakty et leur analogie avec les soies façonnées polychromes de Leou-Lan, dynastie Han », Arts asiatiques,‎ 1973 (BNF 39435026)
- Louis Hambis, Monique Maillard, Krishnā Riboud, Simone Gaulier, Robert Jera-Bezard et Laure Feugère, L'Asie Centrale, histoire et civilisation, Paris, Imprimerie Nationale, 1977, 271 p..
- Hubert Durt, Krishna Riboud et Lai Tung-hung, « A propos de "stûpa miniatures" votifs du Ve siècle découverts à Tourfan et au Gansu », Arts asiatiques, Paris,‎ 1985 (BNF 39396299)
- Krishnā Riboud, « Les textiles trouvés à Changsha », dans Chine antique : Voyage de l'âme : trésors archéologiques de la province du Hunan, XIIIe siècle avant J.C.-IIe siècle après J.C, [organisée par le] Centre culturel Abbaye de Daoulas [et par le] Musée provincial du Hunan (Changsha), Abbaye de Doualas, 1992 (ISBN 2-9501437-8-4), p. 116-125.
- Krishnā Riboud (dir.), Amina Okada et Raul Jain, Samit & lampas : motifs indiens, Paris, AEDTA, 1998, 214 p. (ISBN 2-908864-09-6, BNF 36982793)